# Mehmet Günsür
Mehmet Günsür est un acteur turc né le 8 mai 1975 à Istanbul.

## Films dans lesquels il a joué

### Émissions de télévision
- Geçmiş Bahar Mimozaları (1989)
- Sır Dosyası
- Pilli Bebek
- Kasırga İnsanları
- Beyaz Gelincik
- Muhteşem Yüzyıl (2011-2014)
- 2019 - 2020 : Atiye

### Filmographie
- 1997 : Hammam (Ferzan Özpetek)
- 2002 : L'italiano (it) (Ennio De Dominicis)
- 2002 : O Şimdi Asker (Mustafa Altıoklar)
- 2002 : Anlat İstanbul
- 2004 : Hayal Kurma Oyunları (Yavuz Özkan)
- 2007 : Fall Down Dead (Jon Keeyes)
- 2010 : Matrimoni e altri disastri, de Nina Di Majo
- 2011 : Aşk Tesadüfleri Sever (Ömer Faruk Sorak)